# Stadio Friuli
Stadio Friuli danas Dacia Arena je višenamjenski talijanski stadion koji se nalazi u Rizzi, 4 km od gradskog središta Udina. Stadion je izgrađen 1976. godine te je imao kapacitet od 41.652 mjesta. Renoviran je 2015. godine te sada prima 25.144 gledatelja. Trenutno se najviše koristi za nogometne utakmice, a dom je nogometnog kluba Udinese Calcio.
Tijekom Svjetskog nogometnog prvenstva 1990. kojem je Italija bila domaćin, Stadio Friuli je ugostio tri utakmice iz skupine E.

## Povijest
Stadion se počeo graditi 1971. a otvoren je 1976. godine kao zamjena za Stadio Moretti. Dio stadiona je djelomično natkriven te je kao i većina talijanskih nogometnih stadiona u gradskom vlasništvu, odnosno njegov vlasnik je grad Udine.
Osim travnjaka na kojem se odigravaju nogometni i ragbi susreti, Stadio Friuli ima i objekte za mačevanje, gimnastiku, borilačke sportove i atletiku, uključujući i teretanu koja se nalazi u sklopu tribina.

## Renoviranje

### 1990.
Glavna obnova Friulija je izvršena za potrebe Svjetskog nogometnog prvenstva 1990. jer je stadion bio jedan od domaćina. Ukupni troškovi su iznosili 5 milijardi lira. Ta sredstva su uložena u izgradnju parkirališta od 5.000 parkirnih mjesta, nove komentatorske tribine, postavljena su nova sjedala, obnovljen je sustav rasvjete te je ispred stadiona postavljen vanjski šator pod nazivom "lopta". Također, velik dio tih financijskih sredstava je utrošen i na obnovu tršćanskog stadiona Stadio Nereo Rocco.

### 2005.
Drugo renoviranje stadiona je izvršeno 2005. godine te je Stadio Friuli dobio odobrenja UEFA-e da se na njemu mogu održavati utakmice Lige prvaka jer je Udinese u sezoni 2005./06. sudjelovao u tom natjecanju.

### 2010.
Pet godina nakon posljednjeg renoviranja, na Stadio Friuli je mijenjana tehnička struktura tako da su postavljeni novi veliki LCD ekran i zvučnici. Obnova je uključivala i čišćenje zidova oko stadiona te postavljanje naovih sanitarnih čvorova.

## Važniji događaji

### Nogometne utakmice

#### Utakmice sa SP 1990. - skupina E
Italija je 1990. bila domaćin Svjetskog nogometnog prvenstva te su se neke utakmice skupine E odigrala na Friuliju.
| 13. lipnja 1990. 17:00 |     |            | |
| Urugvaj                | 0:0 | Španjolska | Stadio Friuli, Udine Utakmica: Utakmica skupine E Gledatelja: 35.713 Sudac: Helmut Kohl (Austrija) |
|                        |     |            | Stadio Friuli, Udine Utakmica: Utakmica skupine E Gledatelja: 35.713 Sudac: Helmut Kohl (Austrija) |

| 17. lipnja 1990. 21:00 |     |                      | |
| Južna Koreja           | 1:3 | Španjolska           | Stadio Friuli, Udine Utakmica: Utakmica skupine E Gledatelja: 32.733 Sudac: Elías Jácome (Ekvador) |
| Hwangbo Kwan 42'       |     | Michel 22', 61', 81' | Stadio Friuli, Udine Utakmica: Utakmica skupine E Gledatelja: 32.733 Sudac: Elías Jácome (Ekvador) |

| 21. lipnja 1990. 17:00 |     |             | |
| Južna Koreja           | 0:1 | Urugvaj     | Stadio Friuli, Udine Utakmica: Utakmica skupine E Gledatelja: 29.039 Sudac: Tullio Lanese (Italija) |
|                        |     | Fonseca 90' | Stadio Friuli, Udine Utakmica: Utakmica skupine E Gledatelja: 29.039 Sudac: Tullio Lanese (Italija) |

#### Utakmice talijanske reprezentacije
Talijanska reprezentacija je do sada na Stadio Friuli odigrala šest utakmica, što prijeteljskih, što kvalifikacijskih za europska i svjetska prvenstva.
| 17. studenog 1979. |     |           |                                                                                               |
| Italija            | 2:0 | Švicarska | Stadio Friuli, Udine Utakmica: Prijateljska utakmica Gledatelja: Sudac: U. Eriksson (Švedska) |
|                    |     |           | Stadio Friuli, Udine Utakmica: Prijateljska utakmica Gledatelja: Sudac: U. Eriksson (Švedska) |

| 19. travnja 1981. |     |                  |                                                                                                |
| Italija           | 0:0 | Istočna Njemačka | Stadio Friuli, Udine Utakmica: Prijateljska utakmica Gledatelja: Sudac: P.J. Joslin (Engleska) |
|                   |     |                  | Stadio Friuli, Udine Utakmica: Prijateljska utakmica Gledatelja: Sudac: P.J. Joslin (Engleska) |

| 26. ožujka 1986. |     |          |                                                                                                   |
| Italija          | 2:1 | Austrija | Stadio Friuli, Udine Utakmica: Prijateljska utakmica Gledatelja: Sudac: A.V. Sánchez (Španjolska) |
|                  |     |          | Stadio Friuli, Udine Utakmica: Prijateljska utakmica Gledatelja: Sudac: A.V. Sánchez (Španjolska) |

| 6. rujna 1995. |     |           |                                                                             |
| Italija        | 1:0 | Slovenija | Stadio Friuli, Udine Utakmica: Kvalifikacije za EURO 96' Gledatelja: Sudac: |
|                |     |           | Stadio Friuli, Udine Utakmica: Kvalifikacije za EURO 96' Gledatelja: Sudac: |

| 10. listopada 1998. |     |           |                                                                             |
| Italija             | 2:0 | Švicarska | Stadio Friuli, Udine Utakmica: Kvalifikacije za EURO 00' Gledatelja: Sudac: |
|                     |     |           | Stadio Friuli, Udine Utakmica: Kvalifikacije za EURO 00' Gledatelja: Sudac: |

| 10. rujna 2008. |     |         | |
| Italija         | 2:0 | Gruzija | Stadio Friuli, Udine Utakmica: Kvalifikacije za Mundijal 10' Gledatelja: 25.658 Sudac: Einwaller (Austrija) |
|                 |     |         | Stadio Friuli, Udine Utakmica: Kvalifikacije za Mundijal 10' Gledatelja: 25.658 Sudac: Einwaller (Austrija) |

### Koncerti
Na Stadio Friuli su se održavali koncerti koje su izvodili Sting, Deep Purple, Pink Floyd, Eros Ramazzotti, Britney Spears, Madonna, Coldplay, Red Hot Chili Peppers, AC/DC, Bruce Springsteen, Bon Jovi i dr. Primjerice na koncertu Bon Jovija održanom 2011. u sklopu turneje Open Air Tour se okupilo 40.000 obožavatelja.

### Misna slavlja
3. svibnja 1992. papa Ivan Pavao II. je na Stadio Friuli održao misu zbog koje se na stadionu okupilo 30.000 vjernika.

## Vanjske poveznice
- Stadio Friuli (en.Wiki)
- Stadio Friuli (it.Wiki)